# Atarba (Atarba) distispina
Atarba (Atarba) distispina is een tweevleugelige uit de familie steltmuggen (Limoniidae). De soort komt voor in het Neotropisch gebied.